# Toegankelijkheid

Symbool voor rolstoel-toegankelijkheid

Locaties, evenementen, websites en documenten zijn toegankelijk als veel mensen er kunnen komen, er gebruik van kunnen maken en er aan deel kunnen nemen.

## Aspecten van toegankelijkheid

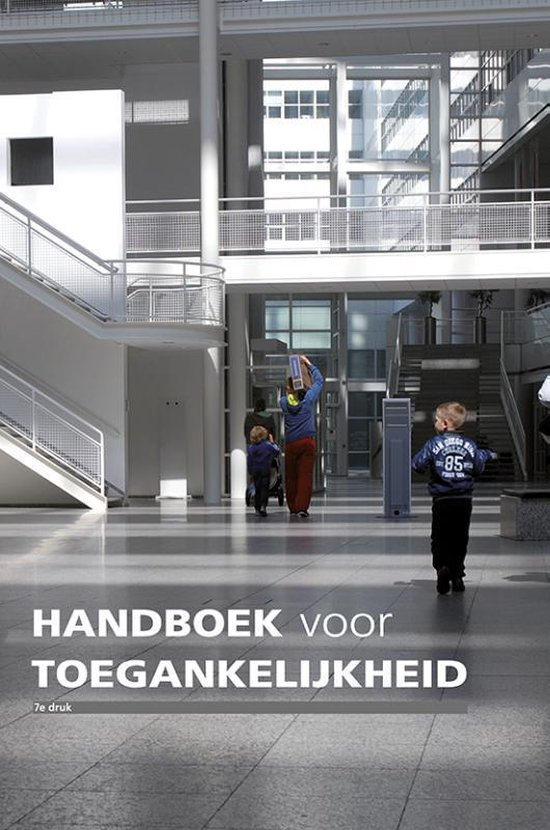
Cover Handboek voor Toegankelijkheid

### Fysieke toegankelijkheid
Een definitie van fysieke toegankelijkheid is: "fysieke toegankelijkheid is de eigenschap van buitenruimten, gebouwen en woningen die maakt dat mensen - divers als ze zijn - er kunnen doen wat ze er volgens de bestemming moeten kunnen doen." Richtlijnen voor de fysieke toegankelijkheid worden omschreven in het Nederlandse Handboek Toegankelijkheid en het Vlaamse Handboek Toegankelijkheid, die in België en Nederland als standaardwerken gelden.
Een goed toegankelijk gebouw heeft bijvoorbeeld een gelijkvloerse ingang zonder niveauverschil of met een hellend vlak. Een gebouw dat aan de zij- of achterkant een aangepaste ingang heeft, kan niet toegankelijk genoemd worden. Buiten zijn er parkeerplaatsen dicht bij de ingang voorbehouden voor rolstoelgebruikers. Binnen is er een lift of zijn er zo veel mogelijk overbrugbare niveauverschillen.

### Figuurlijke toegankelijkheid | informatie
Informatie heeft een inhoudelijk en vormelijk aspect. Inhoudelijk toegankelijke informatie wordt op een overzichtelijke, eenvoudige en begrijpelijke manier aangeboden, bijvoorbeeld door het vermijden van jargon, onduidelijk taalgebruik, ingewikkelde grammatica.
Het vormelijk aspect heeft betrekking op zowel de typografie en opmaak van tekst (lettertype, kleur, tabellen of grafieken, agressieve opmaak of eerder rustig) als de verbale presentatie en communicatie (bijvoorbeeld in het communicatiebeleid van een overheid of bedrijf).
Allerlei hulpmiddelen (scanners, loupes, spraak, ondertiteling en/of gebarentaal op televisie) verbeteren de toegankelijkheid van de media. Een beperkt aantal programma's op televisie (voornamelijk nieuwsberichten) zijn echter aangepast.

### Figuurlijke toegankelijkheid | dienstverlening
Toegankelijkheid van dienstverlening of cultuuraanbod heeft betrekking op de wijze waarop een grote groep klanten gebruik kan maken van de dienstverlening. Het gaat bijvoorbeeld om de manier waarop mensen worden ontvangen door telefonisten en baliepersoneel, of begrip wordt opgebracht voor de situatie van een persoon die gebruik wil maken van de dienstverlening, of ze worden bijgestaan bij het invullen van formulieren aan de hand van een duidelijke handleiding. In verband met de organisatie van dienstverlening bij grote bedrijven en organisaties spreekt men wel over "bureaucratische competentie", waarmee bedoeld wordt de mate waarin burgers vaardig zijn in het omgaan met grote bureaucratische organisaties.

### Juridische toegankelijkheid

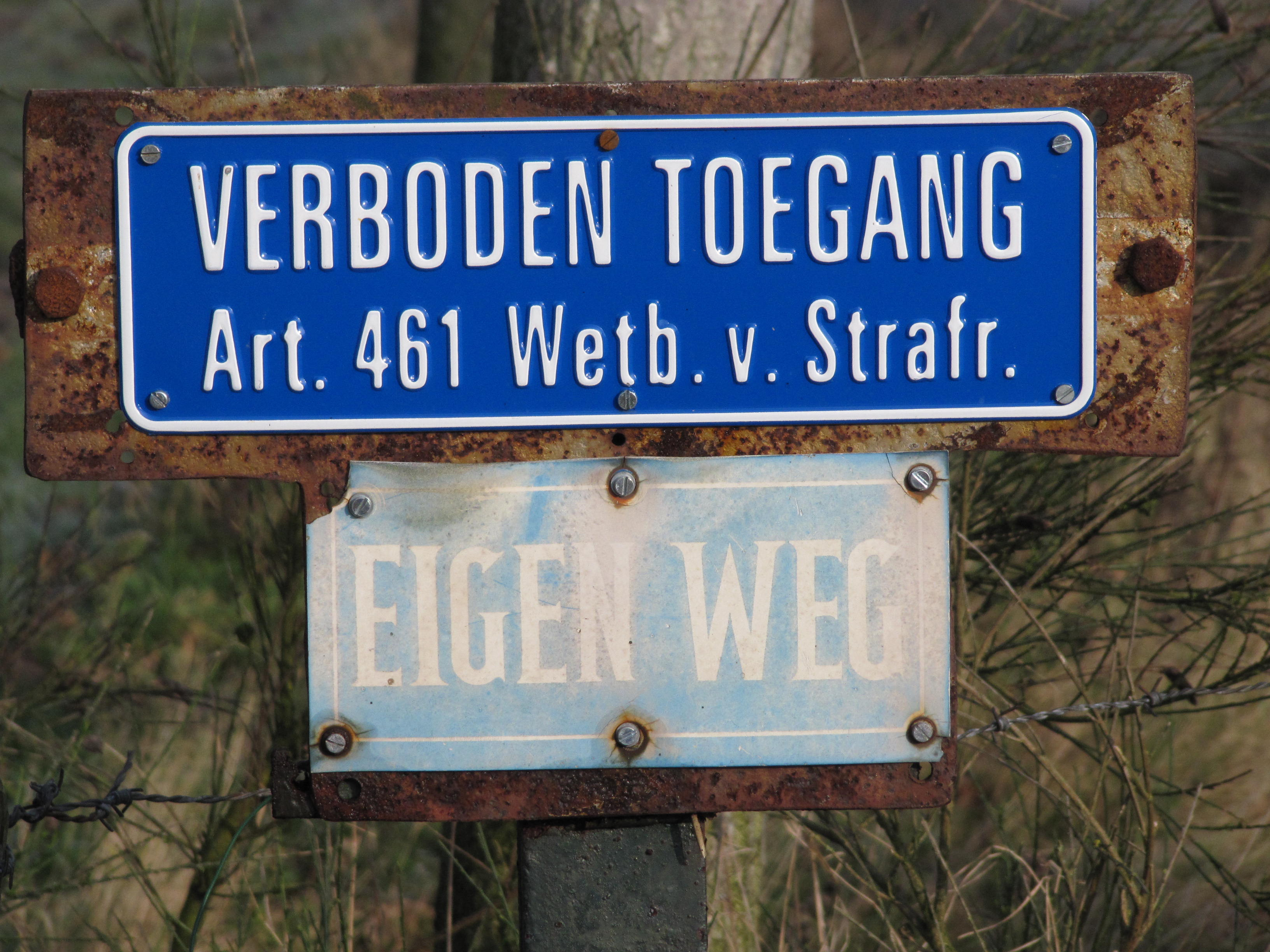
Beperkt toegankelijk o.g.v. Strafrecht

Ook door wet- en regelgeving wordt bepaald welke personen toegang heeft tot een bepaalde locatie, zowel buiten als binnen. In de regel mag en kan de eigenaar bepalen, wie toegang heeft. Grond en onroerend goed in bezit van de overheid hebben veelal een publieke functie en zijn publiek toegankelijk ofwel voor iedereen. Grond en onroerend goed in eigendom van particulieren, privé-eigendom, is meestal beperkt toegankelijk. Juridische toegankelijkheid van privé-eigendom mag door eigenaren worden beperkt zover men wil, tenzij het in strijd komt met grondrechten. Zo mag een eigenaar de toegankelijkheid wel beperken tot maximaal 100 bezoekers per dag maar niet beperken voor mensen met een bepaald geloof. Of in een discotheek mag toegang geweigerd aan mensen die er onverzorgd uitzien, maar niet aan mensen met een donkere huidskleur. Bij bedrijven als winkel, bioscoop of restaurant, die open zijn voor het publiek, mag de eigenaar of pachter bepalen wie toegang heeft, ook hier weer zonder te discrimineren. Een besloten club is niet toegankelijk voor het publiek, maar alleen voor mensen die aan bepaalde voorwaarden voldoen, bijvoorbeeld lidmaatschap van een vereniging of aandeelhouderschap van een rechtspersoon. Eigenaren mogen een geldbedrag vragen om toegang te krijgen, hoe hoger de toegangsprijs hoe minder toegankelijk voor een breed publiek.
Van het begrip publiek toegankelijk of publieke ruimte moet onderscheiden worden toegankelijk voor publiek. In het eerste begrip is de betekenis van het woord publiek die van openbaar, voor iedereen, in het tweede begrip is de betekenis van het woord publiek 'toeschouwers', 'bezoekers' of meer algemeen 'toegankelijk voor een brede groep personen'. In de eerste betekenis wordt het woord in Nederland bijvoorbeeld gebruikt in artikel 1 onder B Regeling aanvullende mondkapjesverplichtingen covid-19, publieke binnenruimte, in de tweede betekenis spreekt bijvoorbeeld de Nederlandse Gemeentewet in artikel 174 vanvoor het publiek openstaande gebouwen.

## Concrete toepassingen van toegankelijkheid

### Openbaar vervoer
Vervoersmaatschappijen met een inclusief beleid houden er rekening mee dat iedereen (inclusief mensen met een functiebeperking) hun diensten kunnen benutten. Onder impuls van het Vlaams Agentschap voor Personen met een Handicap (voorheen Vlaams Fonds) is het toegankelijkheidsbeleid in België de laatste jaren sterk geëvolueerd.
In Nederland is wettelijk geregeld dat het openbaar vervoer op termijn volledig toegankelijk moet zijn. Voor bussen is dat in 2010 en voor treinen in 2030.

#### Trein
Toegankelijkheid van treinvervoer is in België een verantwoordelijkheid van de Nationale Maatschappij der Belgische Spoorwegen (NMBS) en in Nederland van onder andere de Nederlandse Spoorwegen (NS).
In veel treinen zijn er speciale ruimtes voor de rolstoel, platformen en rijtuigcompartimenten die toegankelijk zijn voor rolstoelgebruikers en speciale zitplaatsen voor onder meer reizigers met een beademingstoestel en zuurstofreserve.
Op veel stations zijn (op bepaalde plaatsen) rolstoelen aanwezig, mobiele laadbruggen, verhoogde perrons, toegankelijke toiletten, parkeerplaatsen voor wie een speciale parkeerkaart heeft en (in vernieuwde gebouwen) aangepaste telefoontoestellen. In bepaalde stations is er ook personeel aanwezig voor assistentie (op bepaalde uren).

##### België
De Drielandentrein Luik - Maastricht - Aken was vanaf juni 2024 de eerste gelijkvloerse trein in België met uitschuiftreden aan de deuren, waarmee rolstoelen en kinderwagens zonder moeite kunnen binnenrollen. Deze trein gaat daarmee twee andere treintypes met gelijkaardige toegang voor, de M7 BD en de ICNG op de Beneluxtrein Brussel - Nederland.

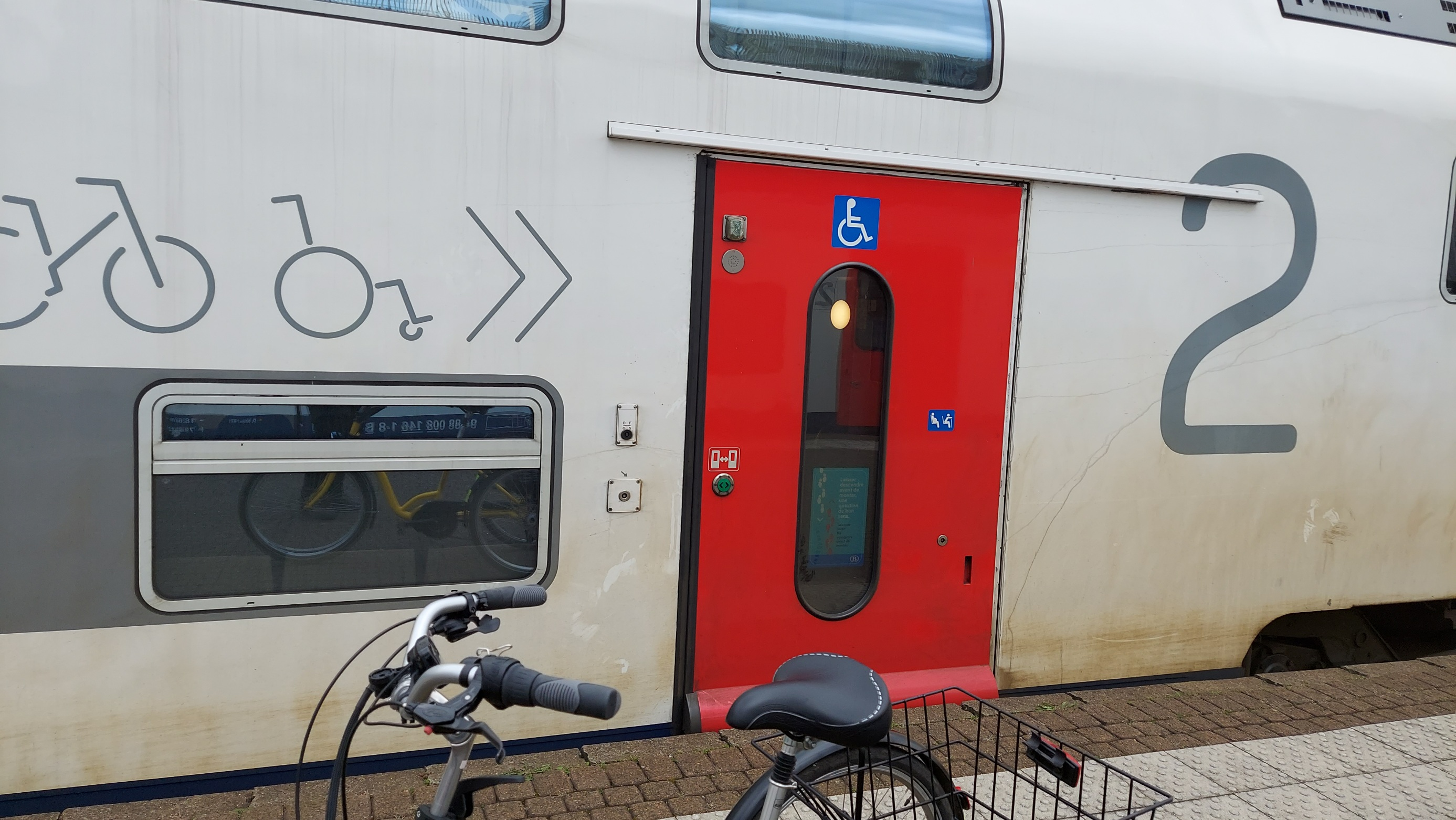
Een variant van de multifunctionele ruimtes, met lage deur in het dubbeldeksrijtuig M7

In februari 2024 toonde de NMBS haar eerste autonoom toegankelijke M7 BD-dubbeldeksrijtuig, dat vanaf maart 2025 effectief gelijkvloers toegankelijk was vanop "hoge" perrons van 76 cm hoog. Het is de bedoeling dat er hiervan tegen 2026 in totaal 130 in gebruik zijn.
Een autonoom toegankelijk station houdt in:
- perronhoogtes van 76 cm
- liften of hellingen naar elk perron
- een toegankelijke ticketautomaat
- geleidelijnen voor slechtzienden

Begin 2024 waren 103 Belgische stations autonoom toegankelijk voor mensen met een beperkte mobiliteit. 194 treinstations waren in 2024 uitgerust met verhoogde perrons.
De NMBS wil tegen eind 2032 176 van de 555 treinstations in België autonoom toegankelijk maken. samen goed voor 70 procent van de treinreizigers.

##### Nederland
in Nederland reisde in 2024 90 procent van de treinreizigers van en naar zelfstandig toegankelijk stations. Het plan van ProRail is om tegen 2030 alle 399 Nederlandse stations zelfstandig toegankelijk te maken.

#### Tram & Bus
Minibussen voor mensen met een functiebeperking, het systeem van de belbus, een gratis begeleider en gratis busvervoer behoren tot de mogelijkheden (afhankelijk per reisnet, vervoermaatschappijen in Nederland, De Lijn in Vlaanderen of de Brusselse Vervoersmaatschappij MIVB)

### Mindermobielencentrales
Een Mindermobielencentrale geeft mensen met verplaatsingsproblemen, die het openbaar vervoer dus niet kunnen gebruiken, de mogelijkheid tot in de winkelstraat, bij het lokaal dienstencentrum, het dagcentrum, de vrije beroepen of de vereniging te komen.

### Reizen/Toerisme
Het Infopunt Toegankelijk Reizen in Vlaanderen verzamelt informatie over zowel de toegankelijk van het vakantieaanbod in binnen- en buitenland, als over de specifieke hulpverlening en begeleiding die kan ingeroepen worden onderweg of ter plekke.
Op Europees vlak wordt er in het kader van COST 349 aan de toegankelijkheid van langeafstandsbussen in de toeristische sector gewerkt. Bepaalde vervoersmaatschappijen hebben liftbussen ter beschikking.
Daarnaast zijn er tal van verenigingen voor vrijetijdsbesteding zonder drempel die jaarlijks reizen organiseren voor mensen met een functiebeperking. Lidmaatschap van deze verenigingen is in bepaalde gevallen een voorwaarde om deel te nemen.

### Gebouwen/woningen
Er bestaan richtlijnen voor cultuurcentra, bankgebouwen, groengebieden, hotels, restaurants en cafés, scholen, signalisatie, sociale diensten, sporthallen en zwembaden opdat ze bruikbaar zouden zijn voor ouderen en mensen met een functiebeperking.
Inter is het Vlaams expertisecentrum in toegankelijkheid en Universal Design en geeft bouwkundig toegankelijkheidsadvies van ontwerp tot realisatie, maakt evenementen toegankelijk, geeft vormingen, adviseert overheden en doet onderzoek naar de toegankelijkheidssituatie in Vlaanderen.

### Uitgankelijkheid
De uitgankelijkheid (Engels: egress) van een gebouw geeft aan in hoeverre mensen dit gebouw snel, onbelemmerd en zelfstandig kunnen verlaten bij een calamiteit
.

### Websites
Websites van overheidsorganisaties moeten sinds 23 september 2020 aantoonbaar toegankelijk zijn. Vanaf 28 juni 2025 moeten websites van grote commerciële organisaties toegankelijk zijn. Om de toegankelijkheid van een website te controleren worden de Web Content Accessibility Guidelines (WCAG) gebruikt. WCAG 2.1 is onafhankelijk van specifieke technologieën geformuleerd en beschrijft ook toegankelijkheidstechnieken voor PDF, Silverlight en Flash. De WCAG 2.1 is ook geïntegreerd in de Europese standaard EN 301 549 waar websites van overheidsinstanties binnen de EU aan moeten voldoen.
Er kan gekozen worden om een keurmerk te halen om te laten zien dat een website aantoonbaar toegankelijk is. In Nederland bestaat het keurmerk Drempelvrij en in Vlaanderen bestaat het keurmerk als AnySurfer. Het keurmerk wordt uitgegeven wanneer er een foutloze audit wordt uitgevoerd op basis van de WCAG-EM-onderzoeksmethode.

### Apps
Apps van overheidsorganisaties moeten sinds 23 juni 2021 aantoonbaar toegankelijk zijn. Vanaf 28 juni 2025 moeten apps van grote commerciële organisaties toegankelijk zijn. Voor apps worden dezelfde richtlijnen als websites gebruikt, namelijk de Web Content Accessibility Guidelines (WCAG) en de EN 301 549. Er zijn een aantal uitzonderingen gemaakt omdat apps anders werken dan websites. Zo is het voor apps niet verplicht om te voldoen aan de volgende succescriteria: 2.4.1 Blokken omzeilen, 2.4.2 Paginatitel, 2.4.5 Meerdere manieren, 3.1.2 Taal van onderdelen, 3.2.3 Consistente navigatie en 3.2.4 Consistente identificatie. In Nederland deelt Stichting Appt kennis over het ontwikkelen van toegankelijke apps. Er is geen keurmerk om de toegankelijkheid van een app aan te tonen.

### Kantoordocumenten
Sommige programma's voor het aanmaken en bewerken van kantoordocumenten, zoals tekstverwerkers, spreadsheets en presentatiesoftware beschikken over functies om deze types documenten toegankelijker te maken. Het Accessible Digital Office Document (ADOD)-project formuleerde richtlijnen voor het aanmaken van toegankelijke documenten met Microsoft Word, Google Docs, OpenOffice Writer, LibreOffice Writer, iWork Pages en voor meerdere rekenblad- en presentatieprogramma's.
Digitale tekst- en rekenprogramma's beschikken vaak over een functie om de toegankelijkheid van teksten, rekenbladen en presentaties te controleren. LibreOffice en Apache OpenOffice hebben een dergelijke functie niet, maar dit kan toegevoegd worden door middel van de extensie AccessODF. Voor de OpenDocument-indeling bestaan ook richtlijnen van het OASIS-comité dat de ODF-standaard opstelde.
Voor toegankelijke pdf-documenten bestaat er een ISO-standaard die de subset van PDF beschrijft die voor toegankelijkheid van belang is, namelijk ISO 14289-1:2012 (PDF/UA). Het World Wide Web Consortium (W3C) publiceerde WCAG-technieken voor toegankelijke pdf-documenten. Er bestaan twee tools om de toegankelijkheid van pdf-documenten te controleren: 
- de checker die in Adobe Acrobat Professional ingebouwd is[25][26],
- de gratis PDF Accessibility Checker (PAC) van de Zwitserse organisatie Zugang für Alle[27].